# ベレト

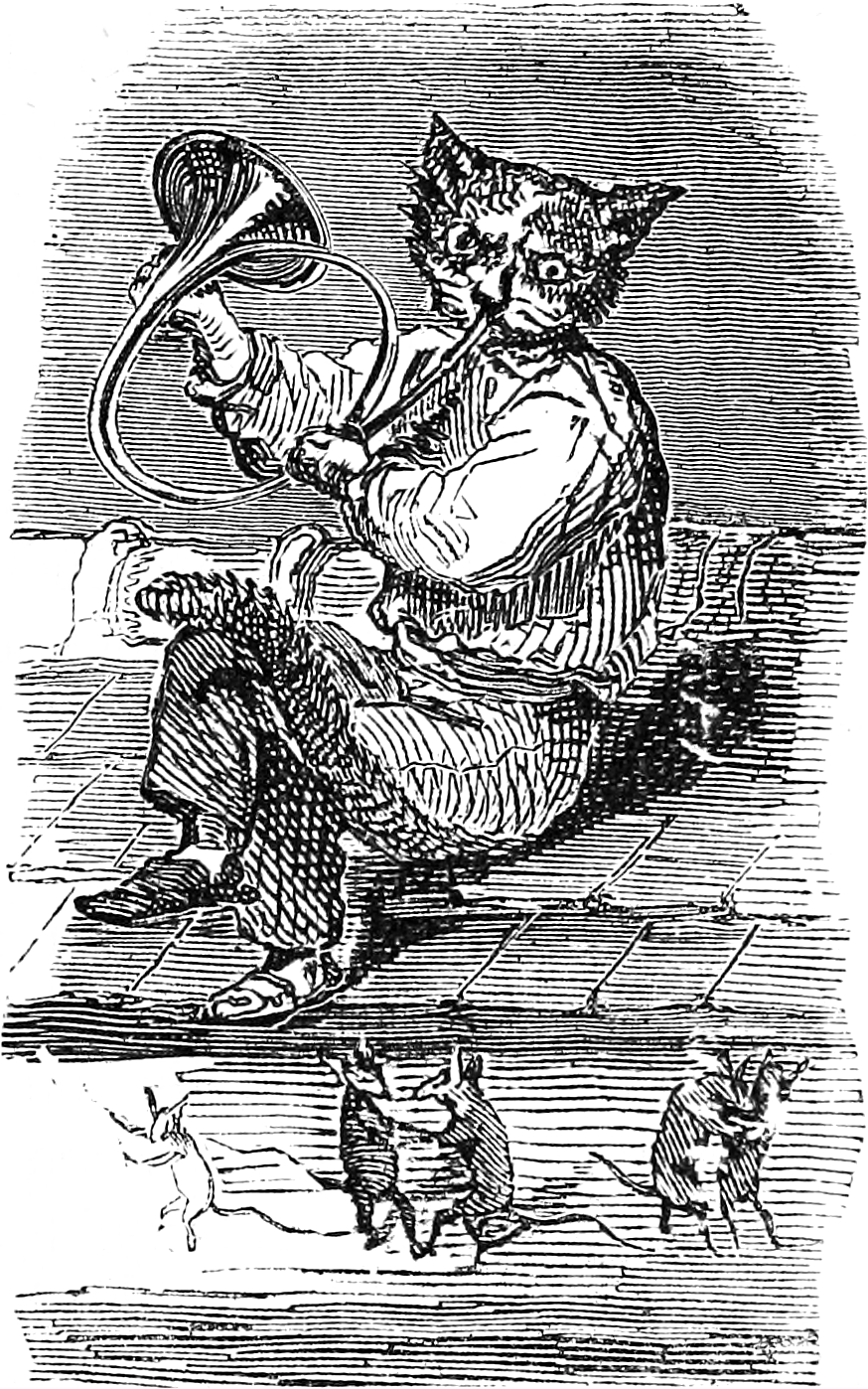
コラン・ド・プランシー著『地獄の辞典』第6版（1863年）「ビレト(Byleth)」の項の挿絵。「ホルンを吹く猫」

ベレト（Beleth）は悪魔学における悪魔の一人。ビレト（Bilet、Bileth）またはビュレト（Byleth）とも呼ばれる。悪魔や精霊に関して記述した文献や、魔術に関して記したグリモワールと呼ばれる書物などにその名が見られる。

## 概要
イギリスで発見されたグリモワール『ゴエティア』によると、地獄の85軍団を従える序列13番の恐るべき大王である。
青白い馬にまたがりトランペットをはじめとする楽器が鳴り響く中で現れる。召喚された時点で既に激怒しており、召喚者は彼の怒りを免れるためにハシバミの杖で南東の方角に向かって正確な三角形の結界を描き、召喚儀式に従ってその中に入るように命じなければならない。それでも従わない時には恐れずに召喚者との契約を強調することでようやく結界に入り、要求に従うという。ベレトに命令する際には絶対に王者に対する礼儀を欠いてはならず、また常に左手の中指に護符となる銀の指輪をはめて相手の顔に向け示し続けなければならない。権能としては男女問わず愛情関係を取り持ち、そのことで召喚者の要求を満たすことができるという。
ベリアル、アスモダイ、ガープとともに72人の悪魔達を率いていたという。また、ソロモン王が封印した72人の王達の首領であったとも言われる。
かつては能天使であった。いつの日か第七の玉座に復位したいと願っているというが、まったくもって信用ならないことだとヨーハン・ヴァイヤーは述べている。
15世紀に記されたと考えられているグリモワール『ミュンヘン降霊術手引書』に記載された呪文にもByletと読める悪魔が登場している。Richard Kieckheferは同グリモワールの著者が書く「B」と「L」が判別しづらいとし、これをLyletと読んでリリスのことであるとしている。